# Aleksandar Ignjatović
Aleksandar Ignjatović (Servisch: Александар Игњатовић) (Niš, 11 april 1988) is een Servische voetballer. Ignjatović speelt voornamelijk als rechtsbenige centrumverdediger. In 2019 tekende hij een contract bij KF Laçi.

## Clubvoetbal

### Radnički Niš
Ignjatović komt uit Servië, waar hij zijn voetballoopbaan in 2007 bij Radnički Niš begon. In het eerste seizoen kwam hij tot 31 optredens in de Prva Liga Telekom Srbija, de tweede voetbalcompetitie. Na dat jaar vertrok hij naar de eersteklasser Borac Čačak.

### FK Borac Čačak
Voor Borac Čačak kwam de verdediger tijdens het seizoen 2008/09 tot 35 wedstrijden in competitieverband. Ook kwam Ignjatović op Europees niveau met zijn club uit tegen Ajax in het toernooi om de UEFA Cup. Daar werden ze echter in de eerste ronde, na twee voorrondes te hebben overleefd, uitgeschakeld door de Amsterdammers.
In 2009 stond Aleksandar Ignjatović op het verlanglijstje van Mario Been, die bij Feyenoord op zoek was naar een geschikte verdediger. Op 26 juni 2009 werd Ignjatović voor één seizoen verhuurd aan Feyenoord, die tevens een optie tot eventuele koop bedong. De komst van de Serviër was vooral de verdienste van Rinus Israël geweest. Hij scoutte hem bij zijn club Borac Čačak en kwam met goede rapporten terug in Rotterdam.

### Feyenoord
Per ingang van het seizoen 2009/10 kwam Ignjatović uit voor Feyenoord, waar hij in het tweede elftal terechtkwam. In december 2009 kreeg hij een rode kaart tijdens de wedstrijd tegen jong N.E.C. vanwege een kopstoot. Hij kreeg een schorsing van vier wedstrijden, die ook gold voor het eerste elftal.
In de daaropvolgende winterstop werd besloten dat Ignjatović geen toegevoegde waarde zou worden voor Feyenoord. Leo Beenhakker gaf toe de speler voor zijn komst nog nooit in levenden lijve te hebben zien spelen. Een paar dagen hierna gingen Feyenoord en Ignjatović uit elkaar.

### Vervolgjaren
Vanaf 2012 speelde hij voor het Hongaarse Budapest Honvéd, waarna hij in 2016 terugkeerde bij Radnički Niš. Hierna speelde hij achtereenvolgens bij FK Novi Pazar, FK Sloboda Tuzla en KF Laçi.

## Spelersstatistieken
| Seizoen   | Club         | Land      | Competitie         | Wedstrijden | Goals |
| --------- | ------------ | --------- | ------------------ | ----------- | ----- |
| 2007/2008 | Radnički Niš | Servië    | Prva Liga          | 31          | 0     |
| 2008/2009 | Borac Čačak  | Servië    | Meridian Superliga | 35          | 0     |
| 2009/2010 | Feyenoord    | Nederland | Eredivisie         | 0           | 0     |
| Totaal    | Totaal       | Totaal    | Totaal             | 66          | 0     |